# Rodolphe Auguste d’Ornano
Rodolphe Auguste d’Ornano (ur. 9 czerwca 1817 w Liège, zm. 14 października 1865 w Paryżu) – francuski polityk i dyplomata, jedyne dziecko Marii Walewskiej z domu Łączyńskiej w jej drugim małżeństwie z kuzynem Napoleona, hrabią Philippe’em Antoine’em d’Ornano. Był przyrodnim bratem Aleksandra Walewskiego.
Rodolphe Auguste pobierał nauki w elitarnej szkole Collège Louis-Le-Grand w Paryżu i w szkole kadetów w Saint-Cyr. W wieku lat 18 wstąpił do korpusu dyplomatycznego króla Ludwika Filipa i pracował w ambasadzie francuskiej w Dreźnie i Londynie, ale musiał wkrótce opuścić służbę dyplomatyczną ze względu na swe powiązania z kuzynem Ludwikiem Napoleonem Bonaparte. Zajął się wtedy twórczością literacką i publicystyką historyczną i polityczną oraz odbył wiele podróży po Europie, m.in. po Korsyce, kolebce rodowej i Bonapartów i Ornanów.
16 czerwca 1845, w Tours ożenił się z Aline Élisabeth (1826–1899), markizą de Voyer d’Argenson i miał z nią sześcioro dzieci: Vanine Marie (1846–1880), Alphonse’a (1848–1908), Isabelle (1850–1874), Laure (1852–1928), Ludovica (1855–1886) i Marie Anne Berthe (1857–1911). Po dojściu do władzy Napoleona III otrzymał funkcję prefekta departamentu Yonne, potem był posłem tego departamentu do Zgromadzenia Ustawodawczego. Pełnił także wysokie funkcje na dworze cesarskim: był m.in. szambelanem i mistrzem ceremonii. Napoleon III nadał mu komandorię z gwiazdą orderu Legii Honorowej, hrabia posiadał także wiele wysokich odznaczeń zagranicznych.

## Publikacje
- Poezje patriotyczne (ok. 1840):

- Les Tourangelles,
- Les Napoléoniennes
- Les Échos de l’Espagne
- Dzieła historyczne:
- Histoire de l’Ordre de Malte, 1855

- Publicystyka:

- Étude sur l’administration de l’Empire, 1860